# Karlistički ratovi
Karlistički ratovi bili su niz građanskih ratova u Španjolskoj tijekom 19. stoljeća. Borbe su se vodile oko prava na prijestolje, premda su postojale i neke druge političke razlike. U nekoliko navrata tijekom razdoblja 1833. – 1876. karlisti - sljedbenici Infante Carlosa (kasnije Carlosa V.) i njegovih potomaka – okupili su se uz poklič "Bog, domovina i kralj "   boreći se za španjolsku tradiciju (legitimizam i katoličanstvo) protiv liberalizma, a kasnije i republikanstva. Karlistički su ratovi imali jaku regionalnu komponentu (s uporištima u Baskiji, Kataloniji, itd. ), s obzirom na to da je novi poredak doveo u pitanje regionalne specifične povlastice, autonomije i običaje čuvane stoljećima.
Kad je Ferdinand VII. umro godine 1833., njegova četvrta supruga Maria Cristina postala je kraljica namjesnica u ime svoje maloljetne kćeri Izabele II. To je razdijelilo zemlju na dvije frakcije poznate kao kristinci (ili izabelinci) i karlisti. Kristinci su bili podupirači kraljice namjesnice i njezine vlade, i bili su stranka liberala. Karlisti su bili pristaše Carlosa V., kandidata za tron i brat preminulog Ferdinanda VII., koji je negirao valjanost pragmatične sankcije iz 1830. koja je poništila polusalijski zakon (on je rođen prije 1830.). Karlisti su htjeli povratak autokratske monarhije .
Dok neki povjesničari broje tri rata, većina spominje dva velika angažmana, prvi i drugi, dok se događanja u razdoblju 1846. – 1849. uzimaju kao manje epizode.
- Prvi karlistički rat (1832. – 1839.) trajala je više od sedam godina a borbe su trajale većim dijelom zemlje u jednom ili drugom trenutku, iako je glavni sukob bio usredotočen na karlističku domovinu Baskiju, Kataloniju, Aragon i Valenciju.
- Drugi karlistički rat (1846. – 1849.) bio je manji katalonski ustanak. Pobunjenici su pokušali instalirati Carlosa VI. na tron. U Galiciji, ustanak je bio manjeg opsega te ga je ugušio general Ramón María Narvaez.[1]

- Treći karlistički rat (1872. – 1876.) počeo je u razdoblju nakon uklanjanja jednog vladajućeg monarha i abdikacije   drugoga. Kraljica Isabella II. je srušena u zavjeri liberalnih generala godine 1868., te je napustila Španjolsku. Cortes (parlament) ju je zamijenio s Amadeom, vojvodom od Aoste (i drugim sinom kralja Viktora Emanuela od Italije). Zatim, kada su španjolski izbori 1872. rezultiralo nasiljem protiv vlade karlističkih kandidata i odmakom od karlizma, karlistički pretendent, Carlos VII., odlučio je da samo silom oružja može osvojiti prijestolje. Započeo je treći karlistički rat koji je trajao do 1876.

- Prema karlistima Španjolski građanski rat (1936. – 1939.) je također još jedan križarski rat protiv sekularizma. Usprkos pobjedi njihove strane, general Franco bio je frustriran zahtjevima karlističkog monarhizma. On podložio njihove paravojne snage u nacionalističku vojsku a njihovu političku stranku (Comunión Tradicionalista) u svoj Nacionalni pokret ( Falange Tradicionalista y de las J.O.N.S. )